# ملفين كونواي
ملفين كونواي (بالإنجليزية: Melvin Conway)‏ هو عالم حاسوب أمريكي، ولد في القرن العشرين.